# Distrito electoral federal 13 de la Ciudad de México
El XIII Distrito Electoral Federal de Ciudad de México es uno de los 300 distritos electorales en los que se encuentra dividido el territorio de México y uno de los 24 en los que se divide Ciudad de México. Su cabecera es la alcaldía Iztacalco.
Desde la distritación de 2017, abarca la totalidad de la alcaldía Iztacalco.

## Distritaciones anteriores

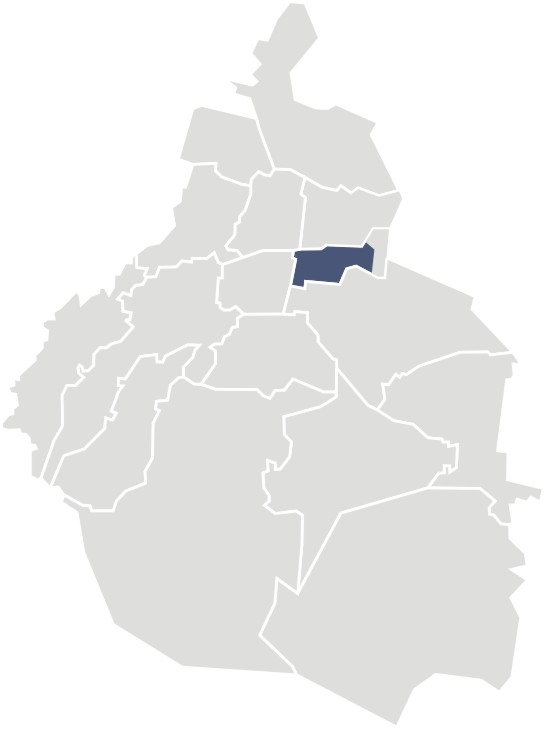
Ubicación del XIII Distrito entre 2005 y 2017.

El XIII Distrito de Ciudad de México (entonces Distrito Federal) surgió en 1863 para la conformación de la III Legislatura del Congreso de la Unión, con Mariano Riva Palacio como primer diputado federal por este distrito.

### Distritación 1978 - 1996
Para la distritación de 1978, vigente hasta 1996, el XIII Distrito se estableció en parte del territorio de la delegación Venustiano Carranza.

### Distritación 1996 - 2005
Lo formaban los sectores central y oriental de la Delegación Iztacalco, con 198 secciones electorales.

### Distritación 2005 - 2017
Con la redistritación de 2005 ocupó casi todo el territorio de la Delegación Iztacalco a excepción de su extremo más oriental, que perteneció al Distrito XI. Se formó por 210 secciones.

## Diputados por el distrito
| Diputado                                                        | Grupo parlamentario | Legislatura | Periodo     |
| --------------------------------------------------------------- | ------------------- | ----------- | ----------- |
| Mariano Riva Palacio                                            | Partido Liberal     | III         | 1863 - 1865 |
| El XIII distrito es suprimido en 1865. Es restablecido en 1922. |                     |             |             |
| Rubén Vizcarra                                                  |                     | XXX         | 1922 - 1924 |
| Rafael Delhumeán Jr.                                            |                     | XXXI        | 1922 - 1926 |
| Carlos Aragón                                                   |                     | XXXII       | 1926 - 1928 |
| Tomás A. Robinson                                               | PO                  | XXXIII      | 1928 - 1930 |
| El XIII distrito es suprimido en 1930. Es restablecido en 1952. |                     |             |             |
| Fidel Ruiz Moreno                                               |                     | XLII        | 1952 - 1955 |
| Vacante                                                         | Vacante             | XLIII       | 1955 - 1958 |
| Gastón Novelo Von Glumer                                        |                     | XLIV        | 1958 - 1961 |
| Carlos L. Díaz                                                  |                     | XLV         | 1961 - 1964 |
| Hilda Anderson Nevárez                                          |                     | XLVI        | 1964 - 1967 |
| Joaquín Gamboa Pascoe                                           |                     | XLVII       | 1967 - 1970 |
| Leopoldo Cerón Sánchez                                          |                     | XLVIII      | 1970 - 1973 |
| Javier Blanco Sánchez                                           |                     | XLIX        | 1973 - 1976 |
| Rodolfo González Guevara                                        |                     | L           | 1976 - 1979 |
| Joel Ayala Almeida                                              |                     | LI          | 1979 - 1982 |
| Hilda Anderson Nevárez                                          |                     | LII         | 1982 - 1985 |
| Federico Durán y Liñán                                          |                     | LIII        | 1985 - 1988 |
| Hilda Anderson Nevárez                                          |                     | LIV         | 1988 - 1991 |
| Aníbal Pacheco López                                            |                     | LV          | 1991 - 1994 |
| Fernando Salgado Delgado                                        |                     | LVI         | 1994 - 1997 |
| Bruno Espejel Basaldúa                                          |                     | LVII        | 1997 - 2000 |
| Máximo Soto Gómez                                               |                     | LVIII       | 2000 - 2003 |
| Emilio Serrano Jiménez                                          |                     | LIX         | 2003 - 2006 |
| Pablo Trejo Pérez                                               |                     | LX          | 2006 - 2009 |
| Emilio Serrano Jiménez                                          |                     | LXI         | 2009 - 2012 |
| Roberto Carlos Reyes Gámiz                                      |                     | LXII        | 2012 - 2015 |
| Daniel Ordóñez Hernández                                        |                     | LXIII       | 2015 - 2018 |
| Mario Delgado Carrillo                                          |                     | LXIV        | 2018 - 2020 |
| Óscar Gutiérrez Camacho                                         |                     | LXIV LXV    | 2020 - 2024 |
| Francisco Sánchez Cervantes                                     |                     | LXVI        | 2024 -      |

## Resultados electorales

### 2021
|  | 46.25 % |

|  | 42.25 % |

|  | 3.22 % |

|  | 2.57 % |

|  | 1.91 % |

|  | 0.96 % |

|  | 2.70 % |

|  | 0.14 % |

|  | 100 % |

|  | 52.14 % |

### 2018
|  | 29.02 % |

|  | 8.49 % |

|  | 4.04 % |

|  | 1.94 % |

|  | 53.05 % |

|  | 0.08 % |

|  | 3.34 % |

|  | 100.00 % |

### 2009
|  | 17.44 % |

|  | 18.33 % |

|  | 26.02 % |

|  | 9.79 % |

|  | 11.70 % |

|  | 3.81 % |

|  | 2.09 % |

|  | 0.38 % |

|  | 10.43 % |

|  | 100.00 % |

### 2006
|  | 23.35 % |

|  | 12.07 % |

|  | 26.02 % |

|  | 5.34 % |

|  | 3.44 % |

|  | 0.23 % |

|  | 1.71 % |

|  | 100.00 % |

### 2003
|  | 18.60 % |

|  | 10.88 % |

|  | 51.64 % |

|  | 1.55 % |

|  | 8.43 % |

|  | 1.38 % |

|  | 0.24 % |

|  | 0.47 % |

|  | 1.75 % |

|  | 0.54 % |

|  | 0.51 % |

|  | 0.07 % |

|  | 3.93 % |

|  | 100.00 % |

### 2000
|  | 34.13 % |

|  | 23.06 % |

|  | 32.05 % |

|  | 2.25 % |

|  | 0.99 % |

|  | 5.38 % |

|  | 0.03 % |

|  | 2.11 % |

|  | 100.00 % |